# Огаста (Арканзас)
Ога́ста (англ. Augusta) — город, расположенный в округе Вудрафф (штат Арканзас, США) с населением в 2693 человека по статистическим данным переписи 2000 года.

## География
По данным Бюро переписи населения США Огаста имеет общую площадь в 5,18 квадратных километров, водных ресурсов в черте населённого пункта не имеется.
Огаста расположена на высоте 66 метров над уровнем моря.

## Демография
По данным переписи населения 2000 года в Огасте проживало 2693 человека, 741 семья, насчитывалось 1070 домашних хозяйств и 1164 жилых дома. Средняя плотность населения составляла около 8 023 человека на один квадратный километр. Расовый состав Огасты по данным переписи распределился следующим образом: 51,18 % белых, 47,99 % — чёрных или афроамериканцев, 0,11 % — коренных американцев, 0,64 % — представителей смешанных рас, 0,08 % — других народностей. Испаноговорящие составили 0,38 % от всех жителей города.
Из 1070 домашних хозяйств в 32,3 % — воспитывали детей в возрасте до 18 лет, 42,2 % представляли собой совместно проживающие супружеские пары, в 22,8 % семей женщины проживали без мужей, 30,7 % не имели семей. 28,1 % от общего числа семей на момент переписи жили самостоятельно, при этом 13,3 % составили одинокие пожилые люди в возрасте 65 лет и старше. Средний размер домашнего хозяйства составил 2,46 человек, а средний размер семьи — 3,00 человек.
Население города по возрастному диапазону по данным переписи 2000 года распределилось следующим образом: 28,3 % — жители младше 18 лет, 9,2 % — между 18 и 24 годами, 24,8 % — от 25 до 44 лет, 23,2 % — от 45 до 64 лет и 14,5 % — в возрасте 65 лет и старше. Средний возраст жителей составил 36 лет. На каждые 100 женщин в Огасте приходилось 90,8 мужчин, при этом на каждые сто женщин 18 лет и старше приходилось 81,5 мужчин также старше 18 лет.
Средний доход на одно домашнее хозяйство в городе составил 21 500 долларов США, а средний доход на одну семью — 24 506 долларов. При этом мужчины имели средний доход в 24 781 доллар США в год против 18 176 долларов среднегодового дохода у женщин. Доход на душу населения в городе составил 12 865 долларов в год. 23,6 % от всего числа семей в округе и 28,9 % от всей численности населения находилось на момент переписи населения за чертой бедности, при этом 41,9 % из них были моложе 18 лет и 24,9 % — в возрасте 65 лет и старше.